# Rumena pega
Rumêna péga, tudi mákula (lat. macula lutea, macula retina) je rumenkasto obarvana lisa v očesu v velikosti 3 do 5 mm lateralno od papile vidnega živca s središčno vdolbinico, ki vsebuje samo čepke. Je predel očesne mrežnice, kjer je gostota receptorjev, ki zaznavajo svetlobo, največja. Center slike, ki jo opazujemo, se projicira pri zdravem očesu na ta del mrežnice. Predel slike, ki jo ustvari ta del mrežnice, ima zaradi največje gostote receptorjev, ki svetlobo zaznavajo, tudi največjo ločljivost.

## Bolezni
Starostna okvara rumene pege (senilna degeneracija makule) je najpogostejši vzrok za hudo poslabšanje vida ali celo za slepoto v starosti nad 65 let. Predel rumene pege lahko zaradi pomanjkljive prekrvitve v celoti propade. To imenujemo atrofična starostna okvara rumene pege. Tem bolnikom se vidna ostrina močno poslabša. Za upočasnitev nadaljnjega propadanja mrežnice so na voljo preparati vitaminov v kombinaciji z antioksidanti. Včasih pa mrežnica na okvarjeno prekrvitev odgovori z nastajanjem novih kapilar, ki se prepletajo in tvorijo membrane, ki ležijo pod mrežnico – horioidne neovaskularne  membrane. Novonastale kapilare so krhke in bolj prepustne ter povzročajo edem in krvavitev v mrežnici. Horioidne neovaskularne  membrane, ki ležijo pod rumeno pego, vplivajo na poslabšanje vidne ostrine. Tako okvaro mrežnice imenujemo eksudativna ali vlažna starostna okvara rumene pege. Znaki okvare rumene pege so poleg poslabšanja vidne ostrine, 
izkrivljena slika, ravne črte so prekinjene in zvijugane, del črte manjka, pred očesom se lahko v vidnem polju črna lisa, ki se ne premika.